# Liste der Biografien/Soi
Liste der Biografien |
Portal Biografien |
Personensuche
# |
A |
B |
C |
D |
E |
F |
G |
H |
I |
J |
K |
L |
M |
N |
O |
P |
Q |
R |
S |
T |
U |
V |
W |
X |
Y |
Z |
?
 
Sa |
Sb |
Sc |
Sd |
Se |
Sf |
Sg |
Sh |
Si |
Sj |
Sk |
Sl |
Sm |
Sn |
So |
Sp |
Sq |
Sr |
Ss |
St |
Su |
Sv |
Sw |
Sy |
Sz
 
Soa |
Sob |
Soc |
Sod |
Soe |
Sof |
Sog |
Soh |
Soi |
Soj |
Sok |
Sol |
Som |
Son |
Soo |
Sop |
Sor |
Sos |
Sot |
Sou |
Sov |
Sow |
Sox |
Soy |
Soz
Die Liste der Biografien führt alle Personen auf, die in der deutschsprachigen Wikipedia einen Artikel haben. Dieses ist eine Teilliste mit 37 Einträgen von Personen, deren Namen mit den Buchstaben „Soi“ beginnt.

## Soi
- Soi Sisamut (1693–1738), König des Königreichs Champasak
- Soi, Cheang (* 1972), chinesischer Filmregisseur
- Soi, Edwin Cheruiyot (* 1986), kenianischer Langstreckenläufer

### Soia
- Soia (* 1986), österreichische Sängerin, Textautorin und Produzentin

### Soib
- Soibert, Anna, deutsche Schauspielerin, Dozentin und Choreografin

### Soid
- Soïdas, griechischer Bildhauer

### Soif
- Soifer, Alberto (1907–1977), argentinischer Tango- und Filmkomponist, Filmproduzent, Hörfunkmoderator, Pianist und Bandleader
- Soifer, Alexander (* 1948), US-amerikanischer Mathematiker

### Soik
- Soika, Dieter (* 1949), deutscher Journalist
- Soika, Karin Ulrike (* 1966), deutsche bildende Künstlerin
- Soikkeli, Olli (* 1991), finnischer Jazzmusiker (Gitarre)

### Soil
- Soilih, Ali (1937–1978), komorischer StaatschefAli Soilih (1937–1978)

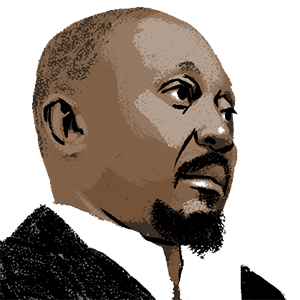
Ali Soilih (1937–1978)

- Soilihi, Athoumane (* 1991), komorischer Schwimmer

### Soim
- Soimonow, Fjodor Iwanowitsch (1692–1780), russischer Entdecker und Hydrograph
- Soimonow, Michail Fjodorowitsch (1730–1804), russischer Staatsbeamter und Präsident des Bergkollegiums
- Soimonow, Wladimir Jurjewitsch (1772–1825), russischer Bergbauingenieur

### Soin
- Soin, Sergei Wiktorowitsch (* 1982), russischer Eishockeyspieler
- Soini, Emilia (* 1995), finnische Squashspielerin
- Soini, Pekka (1941–2004), finnisch-peruanischer Herpetologe und Primatologe
- Soini, Timo (* 1962), finnischer Politiker, Mitglied des Reichstags, MdEP
- Soininen, Jani (* 1972), finnischer Skispringer
- Soininvaara, Osmo (* 1951), finnischer Politiker, Mitglied des Reichstags
- Soininvaara, Taavi (* 1966), finnischer Thriller- und Kriminalschriftsteller
- Soinio, Eino (1894–1973), finnischer Fußballspieler
- Soinio, Kaarlo (1888–1960), finnischer Fußballspieler, -schiedsrichter und Turner

### Soir
- Soirat, Philippe (* 1961), französischer Jazzmusiker (Schlagzeug)
- Soiri, Iina (* 1964), finnische Sozialwissenschaftlerin, Leiterin des Nordiska Afrikainstitutet
- Soiri, Pyry (* 1994), finnischer Fußballspieler
- Soiron, Alexander von (1806–1855), badischer Politiker und Abgeordneter in der Frankfurter Nationalversammlung
- Soiron, Mathias (1748–1834), niederländischer Baumeister, Dekorateur und Möbeldesigner
- Soiron, Matthieu (1722–1781), niederländischer Baumeister
- Soiron, Rolf (* 1945), Schweizer Manager und Politiker
- Soiron, Thaddäus (1881–1957), deutscher Franziskaner (OFM), Theologe und Hochschullehrer

### Sois
- Soisson, Jacques (1928–2012), französischer Maler, Bildhauer und Graphiker
- Soisson, Jean-Pierre (1934–2024), französischer Politiker (RI, UDF, UMP), Mitglied der Nationalversammlung, und Schriftsteller
- Soisson, Joel (* 1956), US-amerikanischer Produzent, Regisseur, Drehbuchautor

### Soit
- Soitoux, Jean-François (1824–1891), französischer Bildhauer